# Musculus spinalis
Der Musculus spinalis (lat. für „Dornfortsatzmuskel“) ist ein an der Wirbelsäule liegender Skelettmuskel. Er gehört zur sogenannten autochthonen Rückenmuskulatur und innerhalb dieser zum interspinalen System (Systema interspinale) sowie zum Musculus erector spinae („Wirbelsäulenaufrichter“). Der M. spinalis lässt sich in drei Abschnitte einteilen:
- Musculus spinalis thoracis [Brustteil],
- Musculus spinalis cervicis [Halsteil] und
- Musculus spinalis capitis [Kopfteil].

Der Muskel unterstützt bei einseitiger Anspannung die Seitwärtsneigung der Wirbelsäule zur gleichen Seite, bei beidseitiger Anspannung neigt er die Wirbelsäule rückwärts.

## Musculus spinalis thoracis
Der M. sp. thoracis entspringt an den Dornfortsätzen der letzten beiden Brust- und ersten beiden Lendenwirbel und inseriert an den Dornfortsätzen des zweiten bis achten Brustwirbels.

## Musculus spinalis cervicis
Der zarte M. spinalis cervicis ist nicht immer vorhanden (inkonstant). Er entspringt an den Dornfortsätzen des zweiten Brust- bis sechsten Halswirbels und inseriert am Dornfortsatz des vierten bis zweiten Halswirbels.

## Musculus spinalis capitis
Der M. sp. capitis ist inkonstant und meist mit dem M. semispinalis capitis verwachsen. Er entspringt an den Dornfortsätzen der letzten beiden Hals- und ersten beiden Brustwirbel und zieht zur Protuberantia occipitalis externa des Hinterhauptbeins.

## Andere Säugetiere
In der Veterinäranatomie unterscheidet man nur einen Brust- und einen Halsteil. Diese sind bei Raubtieren und Wiederkäuern untrennbar mit den entsprechenden Abschnitten des Musculus semispinalis – also M. semispinalis thoracis und M. semispinalis cervicis – verwachsen, weswegen man den Muskel bei diesen Tiergruppen stattdessen als Musculus spinalis et semispinalis thoracis et cervicis (oder kurz: Musculus spinalis et semispinalis) bezeichnet.